# California Games
California Games är ett sportspel utvecklat av Epyx 1987 som en efterföljare till deras populära Summer Games- och Winter Games-serier. California Games innehöll olika sporter som var populära i Kalifornien. Spelet blev mycket kommersiellt framgångsrikt.
Spelet släpptes ursprungligen till Apple II och Commodore 64, men konverterades sedan till Amiga, Atari 2600, Atari ST, Atari Lynx, DOS, Sega Mega Drive, ZX Spectrum, Nintendo Entertainment System och Sega Master System.

## Sporter
California Games hade följande sporter:
- BMX
- Frisbee
- Footbag
- Rullskridskor
- Skateboard
- Surfning

Spelet följdes av California Games II, som inte blev lika framgångsrikt.